# これ、ひつぜんですケド。
これ、ひつぜんですケド。は、「遊助」が2011年に行ったツアータイトル。

## 概要
本来は3月30日からツアー開始予定だったが、3月11日に発生した東日本大震災の影響により、ツアー開始が4月3日に延期になった。

### 日程
- 4月3日、広島市文化交流会館
- 4月6日、4月7日、名古屋センチュリーホール
- 4月15日、ニトリ文化ホール
- 4月20日、4月21日、大宮ソニックシティ大ホール
- 4月26日、鹿児島市民文化ホール
- 4月28日、大分iichikoグランシアタ
- 5月3日、よこすか芸術劇場
- 5月5日、5月6日、NHKホール
- 5月9日、5月10日、神戸国際会館
- 5月12日、びわ湖ホール
- 5月17日、5月18日、神奈川県民ホール
- 5月22日、5月23日、福岡サンパレス
- 5月31日、新潟県民会館
- 6月2日、Zepp Sendai※

※6月2日のZepp Sendai公演は、当初行う予定だった4月13日「仙台サンプラザホール」での公演が東日本大震災の影響で中止となったため、振替公演「遊助の元気宅配便」として無料でライブイベントを行った。この際は、「これ、ひつぜんですケド。」とは別のセットリストで行われた。

## セットリスト
1. Space Tour
2. 今日の花
3. わんぱく野球バカ
4. ESCAPE 遊turing 成田誠
5. I will go my way!!
6. さくら物語
7. サンフレイジャー
8. ライオン
9. 羽
10. いちょう
11. 手に持つ人
12. たんぽぽ
13. 俺なりのラブソング
14. 夢は現状維持！
15. 其の拳
16. 海賊船
17. ひと

### アンコール
1. ミツバチ
2. ひまわり
3. みんなのうた